# Alexis Brocas
Pour les articles homonymes, voir Brocas (homonymie).
 (février 2017).
Alexis Brocas est un journaliste et écrivain français né en 1973 à Paris.

## Biographie
Parallèlement à ses travaux, il enseigne à la Sorbonne. Il est critique littéraire au Figaro et pour Le Magazine littéraire.

## Œuvres
- Je sais que je ne suis pas seul (2007)
- La Mort, j'adore !  (2009)
- La Mort, j'adore !  tome 2 (2010)
- Le Rêve du Cachalot (2010)
- La Vie de jardin (2015)
- Un dieu dans la machine (2018)
- La honte de la galaxie (2021)